# Château d'Erbrée
Le château d'Erbrée est un édifice situé à Fromentières (France) 

## Localisation
Le château est situé sur le territoire de la commune de Fromentières dans le département de la Mayenne, en région Pays de la Loire

## Description
Le château d'Erbrée comportait un logis en L, encore cerné de douves en eau, visible sur le cadastre de 1833, il est bientôt remplacé par un château à la sobre architecture néo-classique. La démolition de l'ancien logis était en cours en février 1835, elle avait été précédée, dès 1830, par des constructions nouvelles et des plantations qui nécessitaient des bouleversements de terre. Le château est accompagné d'un parc paysager et de bâtiments de communs, il a conservé ses distributions d'origine,,.

## Histoire
Le fief d'Erbrée est connu depuis le début du XIVe siècle.
Le château fait l’objet d’une inscription au titre des monuments historiques par arrêté du 8 juillet 2010.